# Élections législatives hongkongaises de 1985

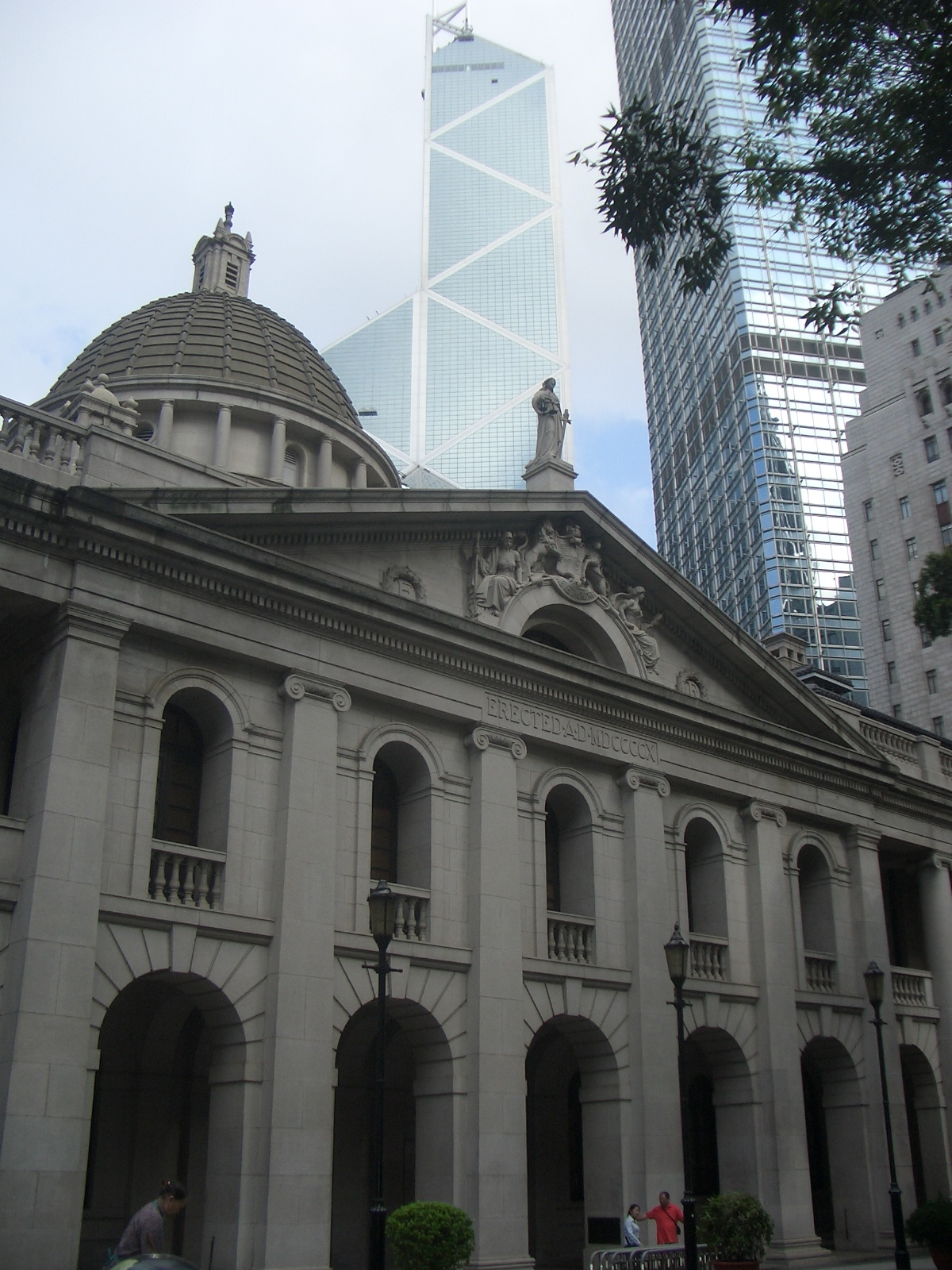
Bâtiment où s'est tenu les premières réunion du conseil législatif, à la fin de la colonisation britannique.

Les élections législatives hongkongaises de 1985 sont les premières élections du conseil législatif, de deux fois 12 membres, élus par le gouvernement britannique ont eu lieu le 26 septembre 1985. Il devint le premier organe élu, 150 ans après le début de la concession britannique de 99 ans (avec le traité inégal du traité de Nankin (1842), renouvelé par la convention de Pékin (1860), puis de nouveau à la fin de la première Guerre sino-japonaise (1894-1895)), et un an après la déclaration commune sino-britannique sur la question de Hong Kong (« la déclaration commune »), avec la République populaire de Chine, en 19 décembre 1984.
Il remplace le Conseil législatif de Hong Kong, mis en place en 1943 représenté par quatre seigneurs (anglais : lord) de la couronne britannique.
4 ans plus tard, en 1991, soit 5 ans après la signature de la rétrocession, les premières élections législatives par la population (en) ont lieu permettant l'élection des 60 membres de cette assemblée monocamérale.